# Nsongo (langue)
Pour les articles homonymes, voir Songo.
Le nsongo ou songo est une langue bantoue parlée en Angola.